# بازشده
بازشده (انگلیسی: Unlocked) فیلمی در ژانر اکشن و مهیج به کارگردانی مایکل اپتد است که در سال ۲۰۱۷ منتشر شد. از بازیگران آن می‌توان به نومی راپاس و اورلاندو بلوم اشاره کرد.